# Геберих
Геберих (лат. Geberich) – је био краљ Гота пд 334-337. године. Наследио је Хариариха.

## Биографија
Готска племенска традиција памти Гебериха као великог освајача вандала. Отац му је био Хилдерит, деда Овидије, а прадеда Нидада (историчари га често поистовећују са Книвом). Јорданес је у свом делу „О пореклу и делима Гета“ писао је о Гебериху да се одликовао храброшћу и племенитошћу и изједначио блиставост својих дела са славом свог рода .
Искористивши мир склопљен са Римским царством 332. године, Визиготи су покренули казнену експедицију против својих северних суседа, Сармата, због којих су недавно претрпели тежак пораз. Део „слободних Сармата” вероватно је побегао 334. године пред нападом вандалског краља Визимара. Након тога, Геберих је „на почетку своје владавине, покушавајући да се прошири према земљама племена Вандала“ повео готске одреде у долину реке Муреш, где су живели Вандали. На обалама ове реке Вандали су поражени и њихов краљ Визимар је пао заједно са већином свог народа. „Геберих, истакнути вођа Гота, пошто је савладао вандале и заузео плен, вратио се на своја места одакле је изашао.“
Преживели вандали су се обратили за помоћ цару Константину, који је сав народ пребацио на десну обалу Дунава, у Панонију .